# Julián Kent
Julián William Kent (5 de agosto de 1917 – 5 de abril de 2005) fue un dirigente del fútbol argentino que se desempeñó como presidente del Club Atlético River Plate.

## Biografía
En su juventud jugó al fútbol de portero. Se convirtió en parte del área de gestión en 1942 y el 9 de marzo de 1968 ganó las elecciones a la presidencia del club, más allá de la oposición Botto y Delfino, 12.488 personas en la votación y resultado final de Kent Excel con 9.109 votos. Durante su mandato, el club no alcanzó ningún título. Kent decidió entonces renunciar a finales de 1973. De 1989 a 1992 fue embajador en Países Bajos.

### Resultados electorales

#### 1968
| Candidato                   | Candidato                   | Agrupación                       | Votos  | %       |
| --------------------------- | --------------------------- | -------------------------------- | ------ | ------- |
|                             | Julián Kent                 | Cruzada Renovadora Riverplatense | 8 819  | 67,83%  |
|                             | Tulio H. Botto              | Unidad Riverplatense             | 2 157  | 16,6%   |
|                             | Jorge Delfino               | Agrupación 25 de Mayo            | 1 055  | 8,12%   |
|                             | Harry H. Freidin            | Agrupación Monumental            | 969    | 7,45%   |
| Total de sufragios emitidos | Total de sufragios emitidos | Total de sufragios emitidos      | 13 000 | 100,00% |

#### 1971
| Candidato                   | Candidato                   | Agrupación                       | Votos | %       |
| --------------------------- | --------------------------- | -------------------------------- | ----- | ------- |
|                             | Julián Kent                 | Cruzada Renovadora Riverplatense | 5 000 | 71,44%  |
|                             | Antonio Vespucio Liberti    | Unidad Riverplatense             | 1 000 | 14,28%  |
|                             | Jorge Delfino               | Agrupación 25 de Mayo            | 1 000 | 14,28%  |
| Total de sufragios emitidos | Total de sufragios emitidos | Total de sufragios emitidos      | 7 000 | 100,00% |

#### 1975
| Candidato                   | Candidato                   | Agrupación                                 | Votos | %       |
| --------------------------- | --------------------------- | ------------------------------------------ | ----- | ------- |
|                             | Rafael Aragón Cabrera       | Frente Único de Reafirmación Riverplatense | 1 829 | 56,64%  |
|                             | Jorge Delfino               | MAR 25                                     | 808   | 25,02%  |
|                             | Julián Kent                 | Círculo de Integración Riverplatense       | 592   | 18,33%  |
| Total de votos válidos      | Total de votos válidos      | Total de votos válidos                     | 3 229 | 99,99%  |
| Votos nulos y blancos       | Votos nulos y blancos       | Votos nulos y blancos                      | 33    | 0,1%    |
| Total de sufragios emitidos | Total de sufragios emitidos | Total de sufragios emitidos                | 3 262 | 100,00% |

#### 1979
| Candidato                   | Candidato                   | Agrupación                                 | Votos | %       |
| --------------------------- | --------------------------- | ------------------------------------------ | ----- | ------- |
|                             | Rafael Aragón Cabrera       | Frente Único de Reafirmación Riverplatense | 4 533 | 52,58%  |
|                             | Julián Kent                 | Programa de Orientación Riverplatense      | 3 009 | 34,90%  |
|                             | Jorge Delfino               | MAR 25                                     | 634   | 7,35%   |
|                             | Jorge Kiper                 | Dale River                                 | 447   | 5,16%   |
| Total de votos válidos      | Total de votos válidos      | Total de votos válidos                     | 8 620 | 99,99%  |
| Votos nulos y blancos       | Votos nulos y blancos       | Votos nulos y blancos                      | 3     | 0,1%    |
| Total de sufragios emitidos | Total de sufragios emitidos | Total de sufragios emitidos                | 8 623 | 100,00% |

#### 1983
| Candidato                   | Candidato                   | Agrupación                                 | Votos  | %       |
| --------------------------- | --------------------------- | ------------------------------------------ | ------ | ------- |
|                             | Hugo Santilli               | Frente Renovador Riverplatense             | 5 468  | 52,05%  |
|                             | Julián Kent                 | Alianza para el Cambio                     | 2 755  | 26,22%  |
|                             | Rafael Aragón Cabrera       | Frente Único de Reafirmación Riverplatense | 2 282  | 21,72%  |
| Total de votos válidos      | Total de votos válidos      | Total de votos válidos                     | 10 505 | 99,99%  |
| Votos nulos y blancos       | Votos nulos y blancos       | Votos nulos y blancos                      | 11     | 0,1%    |
| Total de sufragios emitidos | Total de sufragios emitidos | Total de sufragios emitidos                | 6 319  | 100,00% |